# Deschutes River Woods
Deschutes River Woods és una concentració de població designada pel cens dels Estats Units a l'estat d'Oregon. Segons el cens del 2000 tenia 4.631 habitants.

## Demografia
Segons el cens del 2000, Deschutes River Woods tenia 4.631 habitants, 1.666 habitatges, i 1.267 famílies. La densitat de població era de 367,9 habitants per km².
Dels 1.666 habitatges en un 40,6% hi vivien nens de menys de 18 anys, en un 63,6% hi vivien parelles casades, en un 7,5% dones solteres, i en un 23,9% no eren unitats familiars. En el 17% dels habitatges hi vivien persones soles el 4% de les quals corresponia a persones de 65 anys o més que vivien soles. El nombre mitjà de persones vivint en cada habitatge era de 2,78 i el nombre mitjà de persones que vivien en cada família era de 3,12.
Per edats la població es repartia de la següent manera: un 29,3% tenia menys de 18 anys, un 6,1% entre 18 i 24, un 35,1% entre 25 i 44, un 21,5% de 45 a 60 i un 7,9% 65 anys o més.
L'edat mediana era de 35 anys. Per cada 100 dones de 18 o més anys hi havia 108,1 homes.
La renda mediana per habitatge era de 42.717 $ i la renda mediana per família de 45.046 $. Els homes tenien una renda mediana de 34.053 $ mentre que les dones 22.368 $. La renda per capita de la població era de 16.934 $. Aproximadament el 6,6% de les famílies i el 8,8% de la població estaven per davall del llindar de pobresa.

## Poblacions més properes
El següent diagrama mostra les poblacions més properes.